# Communauté de communes Lavalette Tude Dronne
Die Communauté de communes Lavalette Tude Dronne ist ein französischer Gemeindeverband mit der Rechtsform einer Communauté de communes im Département Charente in der Region Nouvelle-Aquitaine. Sie wurde am 8. Dezember 2016 gegründet und umfasst 49 Gemeinden. Der Verwaltungssitz befindet sich im Ort Montmoreau.

## Historische Entwicklung
Der Gemeindeverband entstand mit Wirkung vom 1. Januar 2017 durch die Fusion der Vorgängerorganisationen
- Communauté de communes Tude et Dronne und
- Communauté de communes d’Horte et Lavalette

unter gleichzeitiger Bildung der Commune nouvelle Montmoreau.
Mit Wirkung vom 1. Januar 2025 wurden die bis dahin selbstständigen Gemeinden Magnac-Lavalette-Villars und Gardes-le-Pontaroux zur Commune nouvelle Magnac-lès-Gardes zusammengelegt. Dies reduzierte die Anzahl der Gemeinden des Gemeindeverbands von 50 auf 49.

## Mitgliedsgemeinden
| Gemeinde                                     | Einwohner 1. Januar 2022 | Fläche km² | Dichte Einw./km² | Code INSEE | Postleitzahl |
| -------------------------------------------- | ------------------------ | ---------- | ---------------- | ---------- | ------------ |
| Aubeterre-sur-Dronne                         | 318                      | 2,39       | 133              | 16020      | 16390        |
| Bardenac                                     | 217                      | 8,04       | 27               | 16029      | 16210        |
| Bazac                                        | 147                      | 4,92       | 30               | 16034      | 16210        |
| Bellon                                       | 136                      | 9,13       | 15               | 16037      | 16210        |
| Bessac                                       | 119                      | 10,55      | 11               | 16041      | 16250        |
| Blanzaguet-Saint-Cybard                      | 273                      | 11,95      | 23               | 16047      | 16320        |
| Boisné-La Tude                               | 661                      | 34,25      | 19               | 16082      | 16320        |
| Bonnes                                       | 360                      | 14,76      | 24               | 16049      | 16390        |
| Bors (Canton de Tude-et-Lavalette)           | 227                      | 16,14      | 14               | 16052      | 16190        |
| Brie-sous-Chalais                            | 158                      | 10,34      | 15               | 16063      | 16210        |
| Chadurie                                     | 509                      | 16,42      | 31               | 16072      | 16250        |
| Chalais                                      | 1.799                    | 17,58      | 102              | 16073      | 16210        |
| Châtignac                                    | 166                      | 9,75       | 17               | 16091      | 16480        |
| Combiers                                     | 126                      | 23,96      | 5                | 16103      | 16320        |
| Courgeac                                     | 170                      | 18,42      | 9                | 16111      | 16190        |
| Courlac                                      | 58                       | 6,58       | 9                | 16112      | 16210        |
| Curac                                        | 116                      | 4,92       | 24               | 16117      | 16210        |
| Deviat                                       | 134                      | 8,42       | 16               | 16118      | 16190        |
| Édon                                         | 272                      | 16,49      | 16               | 16125      | 16320        |
| Fouquebrune                                  | 717                      | 28,85      | 25               | 16143      | 16410        |
| Gurat                                        | 184                      | 16,03      | 11               | 16162      | 16320        |
| Juignac                                      | 392                      | 24,18      | 16               | 16170      | 16190        |
| Laprade                                      | 249                      | 10,17      | 24               | 16180      | 16390        |
| Les Essards                                  | 178                      | 8,98       | 20               | 16130      | 16210        |
| Magnac-lès-Gardes                            | 743                      | 37,05      | 20               | 16198      | 16320        |
| Médillac                                     | 151                      | 5,84       | 26               | 16215      | 16210        |
| Montboyer                                    | 329                      | 26,79      | 12               | 16222      | 16620        |
| Montignac-le-Coq                             | 134                      | 10,20      | 13               | 16227      | 16390        |
| Montmoreau                                   | 2.419                    | 64,85      | 37               | 16230      | 16190        |
| Nabinaud                                     | 99                       | 5,88       | 17               | 16240      | 16390        |
| Nonac                                        | 258                      | 20,84      | 12               | 16246      | 16190        |
| Orival                                       | 150                      | 5,43       | 28               | 16252      | 16210        |
| Palluaud                                     | 214                      | 8,57       | 25               | 16254      | 16390        |
| Pillac                                       | 253                      | 19,64      | 13               | 16260      | 16390        |
| Poullignac                                   | 105                      | 8,94       | 12               | 16267      | 16190        |
| Rioux-Martin                                 | 221                      | 14,60      | 15               | 16279      | 16210        |
| Ronsenac                                     | 571                      | 26,73      | 21               | 16283      | 16320        |
| Rouffiac                                     | 119                      | 9,89       | 12               | 16284      | 16210        |
| Rougnac                                      | 398                      | 29,88      | 13               | 16285      | 16320        |
| Saint-Avit                                   | 219                      | 3,66       | 60               | 16302      | 16210        |
| Saint-Laurent-des-Combes                     | 94                       | 7,67       | 12               | 16331      | 16480        |
| Saint-Martial                                | 121                      | 9,31       | 13               | 16334      | 16190        |
| Saint-Quentin-de-Chalais                     | 243                      | 12,38      | 20               | 16346      | 16210        |
| Saint-Romain                                 | 513                      | 22,69      | 23               | 16347      | 16210        |
| Saint-Séverin                                | 793                      | 14,93      | 53               | 16350      | 16390        |
| Salles-Lavalette                             | 311                      | 20,15      | 15               | 16362      | 16190        |
| Vaux-Lavalette                               | 79                       | 6,78       | 12               | 16394      | 16320        |
| Villebois-Lavalette                          | 718                      | 7,20       | 100              | 16408      | 16320        |
| Yviers                                       | 536                      | 22,56      | 24               | 16424      | 16210        |
| Communauté de communes Lavalette Tude Dronne | 17.477                   | 755,68     | 23               | –          | –            |